# Вязов Лес
Вязов Лес (бел. Вязаў Лес) — деревня в Люденевичском сельсовете Житковичского района Гомельской области Белоруссии.
Кругом лес.

## География

### Расположение
В 9 км на юго-запад от районного центра и железнодорожной станции Житковичи (на линии Лунинец — Калинковичи), 242 км от Гомеля.

## Транспортная сеть
Транспортные связи по просёлочной, затем автомобильной дороге Лунинец — Калинковичи. Планировка состоит из чуть изогнутой улицы, ориентированной с юго-запада на северо-восток и застроенной деревянными крестьянскими усадьбами.

## История
Основана в начале XX века переселенцами из соседних деревень. В 1931 году организован колхоз имени В. В. Куйбышева. В середине 1930-х годах в деревню переселены жители из рядом расположенных хуторов. Во время Великой Отечественной войны 5 июля 1944 года освобождена от оккупантов. В составе совхоза «Люденевичи» (центр — деревня Люденевичи).

## Население

### Численность
- 2004 год — 28 хозяйств, 40 жителей.

### Динамика
- 2004 год — 28 хозяйств, 40 жителей.